# Ђура Јанковић
Ђура Јанковић (1851 – 1876) је био српски уклети песник, и преводилац. Умро је млад у двадесет четвртој години живота.

## Биографија
Потицао је из чувене породице Јанковић, а његов отац био је политичар Паун Јанковић. Студирао је на Великој школи, а затим завршио медицину у Грацу и Бечу. Имао је ожиљке на лицу од двобоја у којима је учествовао. Неке песме су му објављиване у Бачкој вили. Нема много података о њему, сачувана је његова слика објављена у часопису  Нова Искра.

## Дела
- Рањеник - песма[1] (1867)